# Missa Alleluja
La Missa Alleluja à 36 voix est une œuvre d'Heinrich Biber composée pour la cour de Salzbourg en 1698. Elle porte le numéro C 1 dans le catalogue de ses œuvres établi par le musicologue américain Eric Thomas Chafe.

## Présentation

### Structure
La Missa Alleluja comprend cinq mouvements :
1. Kyrie eleison
2. Gloria —
3. Credo —
4. Sanctus — Osanna — Benedictus
5. Agnus Dei —

### Instrumentation
- 8 voix solistes
- 8 voix ripieni
- orchestre : 2 violons, 3 violes, violone, 3 trombones, théorbe
- 4 orgues

## Discographie
- Biber, Schmelzer : Œuvres multi-chorales pour Salzbourg - Gradus ad Parnasum, dir. Konrad Junghänel (16-20 mai 1994, DHM 05472  77856 2)
- Missa Alleluja, Nisi Dominus - Chœur d'enfants de Saint Florian, Ars Antiqua Austria, dir. Gunar Letzbor (août 2014/février 2015, Accent ACC 24325)